# 佐藤正敏
佐藤 正敏（さとう まさとし、1949年3月2日 - 2015年11月5日）は、日本の経営者。NKSJホールディングス会長。東京都出身。

## 人物
損害保険ジャパン社長就任後には、CSRに積極的に貢献する経営方針を打ち出し、特に環境問題については干ばつによるタイの農地荒廃を防ぐ途上国向けのマイクロインシュアランスを開発した。また、損保ジャパン環境財団理事長として市民向けの公開講座など環境教育にも力を入れていた。
損害保険ジャパンと日本興亜損害保険の経営統合を主導。2010年にNKSJホールディングスを発足させた。
損保ジャパン環境財団、損保ジャパン美術財団、損保ジャパン記念財団の理事長として、社会貢献活動に携わっており、特に小中学校を対象にした損保ジャパン東郷青児美術館での「対話型鑑賞教育支援活動」に力を入れていた。
叙従四位。旭日重光章受章。

## 来歴
- 1972年 - 慶應義塾大学経済学部卒業後、安田火災海上保険株式会社入社[2]。
- 1994年 - 同山梨支店長。
- 1996年 - 同システム企画部長。
- 1999年 - 同社長室長。
- 2000年 - 同取締役。
- 2002年 - 同取締役常務執行役員。
- 2006年 - 株式会社損害保険ジャパン代表取締役社長社長執行役員。
- 2008年 - 経団連・社会貢献推進委員会 共同委員長。
- 2010年 - NKSJホールディングス株式会社代表取締役社長CEO[4]
- 2012年 - NKSJホールディングス社長を退任[5]、損害保険ジャパン会長。
- 2012年 - 経団連自然保護協議会 会長。
- 2013年 - CBCC（企業市民協議会）会長。